# متحف مرسيدس بنز (شتوتغارت)
متحف مرسيدس بنز للسيارات في شتوتغارت، ألمانيا، صُمم من قبل «ستوديو يو.ان». وهو يقوم على مفهوم فريد من نوعه، على شكل ورقة البرسيم، أي باستخدام ثلاث دوائر متداخلة، في المنطقة الداخلية لهذة الدوائر هناك اتريوم ثلاثي. وقد أنجز هذا المتحف وافتتح في عام 2006.

## وصلات خارجية
- الخصائص التقنية لبناء المتحف في مجلة متخصصة

عندما اكتمل اختراع الثلاثي دملر وبنز والمهندس الثالث قرروا ان يطلقوا على اختراعهم هذا اسما يشد اليه الناس فاتفق الجميع على ان يكون اسما مؤنثا ومالبثوا ان اطلقوا اسم مرسيدس على اختراعهم تيمنا باسم ابنة السيد بنز والتي تدعى مرسيدس